# Umberto Pellegrini
Umberto Pellegrini (Patrica, 31 agosto 1930 – Milano, 22 agosto 2014) è stato un fisico italiano.

## Biografia
I suoi studi, spesso in collaborazione con Emilio Gatti, rivolti soprattutto allo sviluppo e realizzazione di microprocessori e circuiti integrati e alla loro applicazione in ambito industriale e aerospaziale, sono alla base degli sviluppi delle telecomunicazioni, dell'informatica e dell'hardware fra gli anni sessanta e ottanta del XX secolo, di cui è stato ed è considerato un pioniere.
Direttore generale (1960-1968) della LABEN Laboratori Elettronici Nucleari, a cavallo fra gli anni sessanta e settanta del XX secolo diresse la realizzazione del primo minicomputer italiano, il LABEN 70 e in seguito come direttore delle ricerche avanzate della Olivetti presso l'Olivetti Advanced Technology Center (ATC) di Cupertino (1974-1980), diresse e coordinò le ricerche che portarono alla nascita dei circuiti e dei chip LSI, usati per la realizzazione della  prima macchina per scrivere elettronica al mondo, la Olivetti ET 101. Dal 1974 al 1980 è stato direttore generale e amministratore delegato (1968-1974) della MONTEDEL-Montedison Elettronica. Membro consiliare del Comitato per l’ingegneria del CNR e docente presso il dipartimento di fisica dell'Università degli studi di Milano, è stato autore di numerose pubblicazioni di microelettronica ed elettronica digitale.